# 粒界腐食

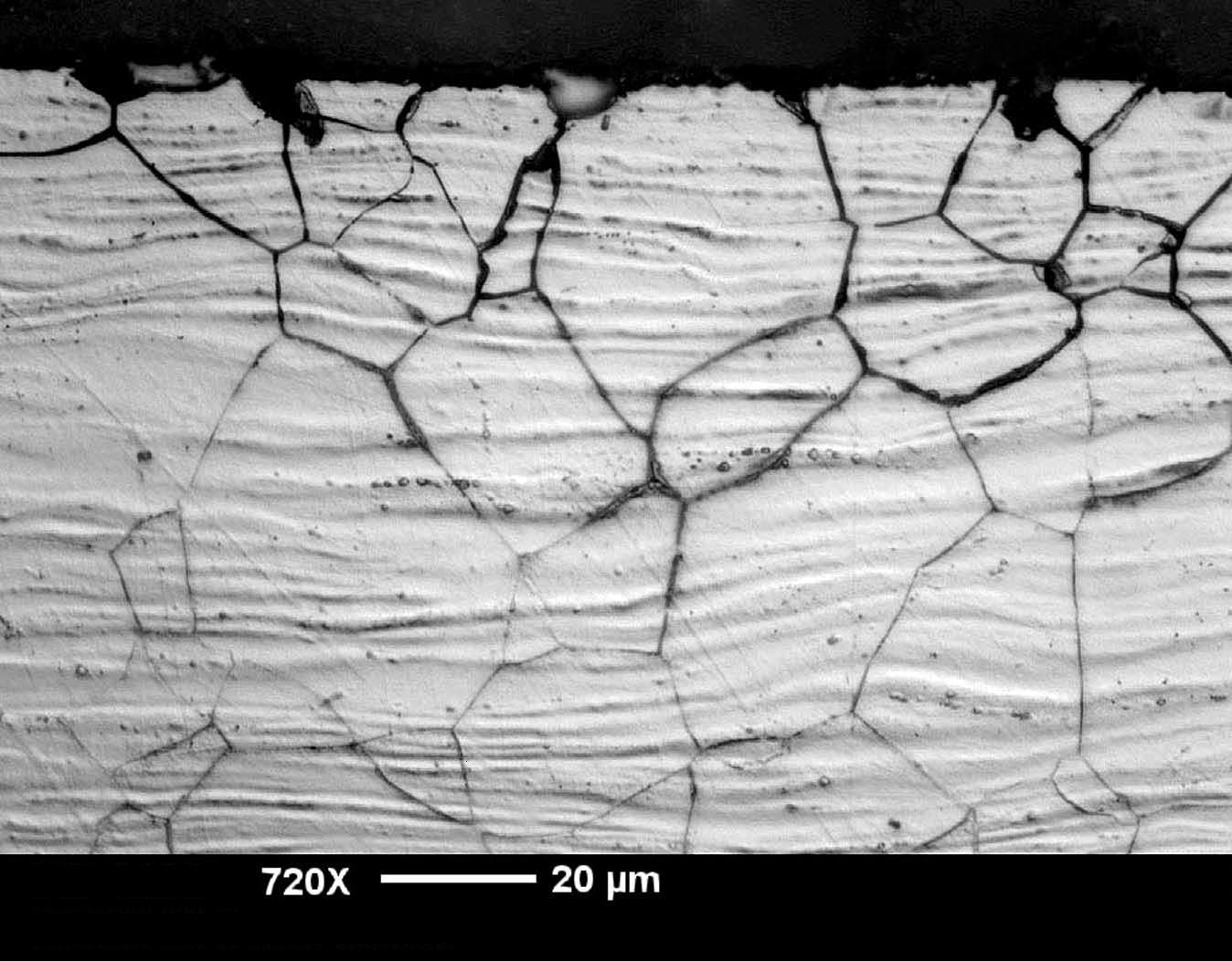
オーステナイト系ステンレス鋼の冷間圧延鋼板の粒界腐食の様子

粒界腐食（りゅうかいふしょく）とは、金属組織の結晶粒界で優先的に腐食が起こる現象。局部腐食の一種で、結晶粒界に沿って浸食が進み、激しい場合には結晶粒が脱落する。ステンレス鋼は粒界腐食が問題となる代表的な材料として知られる。

## 基本的メカニズム

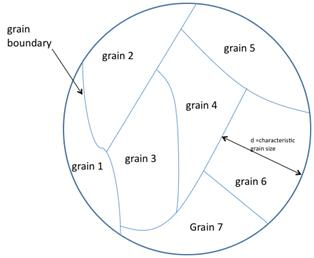
多結晶体の概略図

多結晶体中の結晶粒同士の境界部分を「結晶粒界」、あるいは単に「粒界」という。対して、結晶粒の内部部分を「結晶粒内」、あるいは単に「粒内」という。粒界は結晶格子が乱れている場所なので、不純物の偏析が起こりやすく、元々、粒界は粒内に比べて腐食しやすい場所である。金属組織を観察するために、表面をエッチングして粒界を際立たせることが行われるが、これも粒界の腐食しやすさを利用した粒界腐食の一種である。

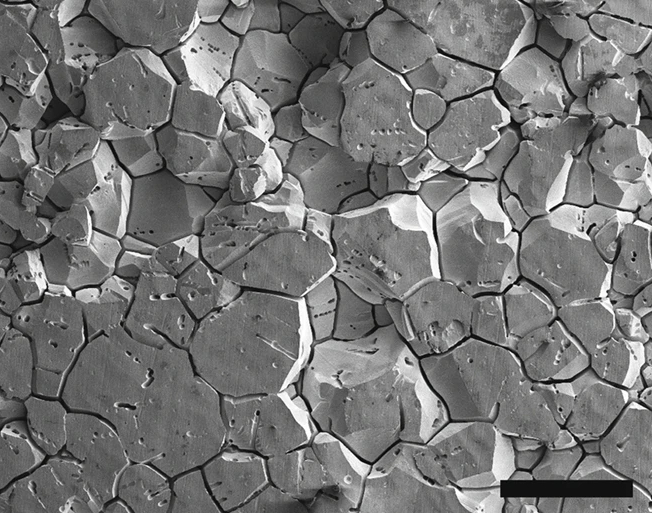
粒界腐食が進み、結晶粒が脱落した様子

しかし、粒界が一般的に腐食しやすいとはいえ、粒界腐食が問題となることは多くない。多くの実用金属材料では、粒界部だけが著しい腐食することは少ない。一般に、何らかの原因によって材料の粒界腐食が起きやすさが増大する現象を鋭敏化という。実用的に粒界腐食が問題となるのは、熱処理や溶接によって金属組織に変化が加わったときである。このようなときに粒界での際立った腐食が起き、粒界腐食の程度が激しいときには結晶粒が脱落する。
粒界腐食は金属組織依存性が強い現象で、対策も材料側から施される。鋭敏化は粒界に沿ってき裂が進展する粒界応力腐食割れの原因にもなる。耐応力腐食割れへの観点からも鋭敏化は望ましくない。

## 材料毎の例

### ステンレス鋼

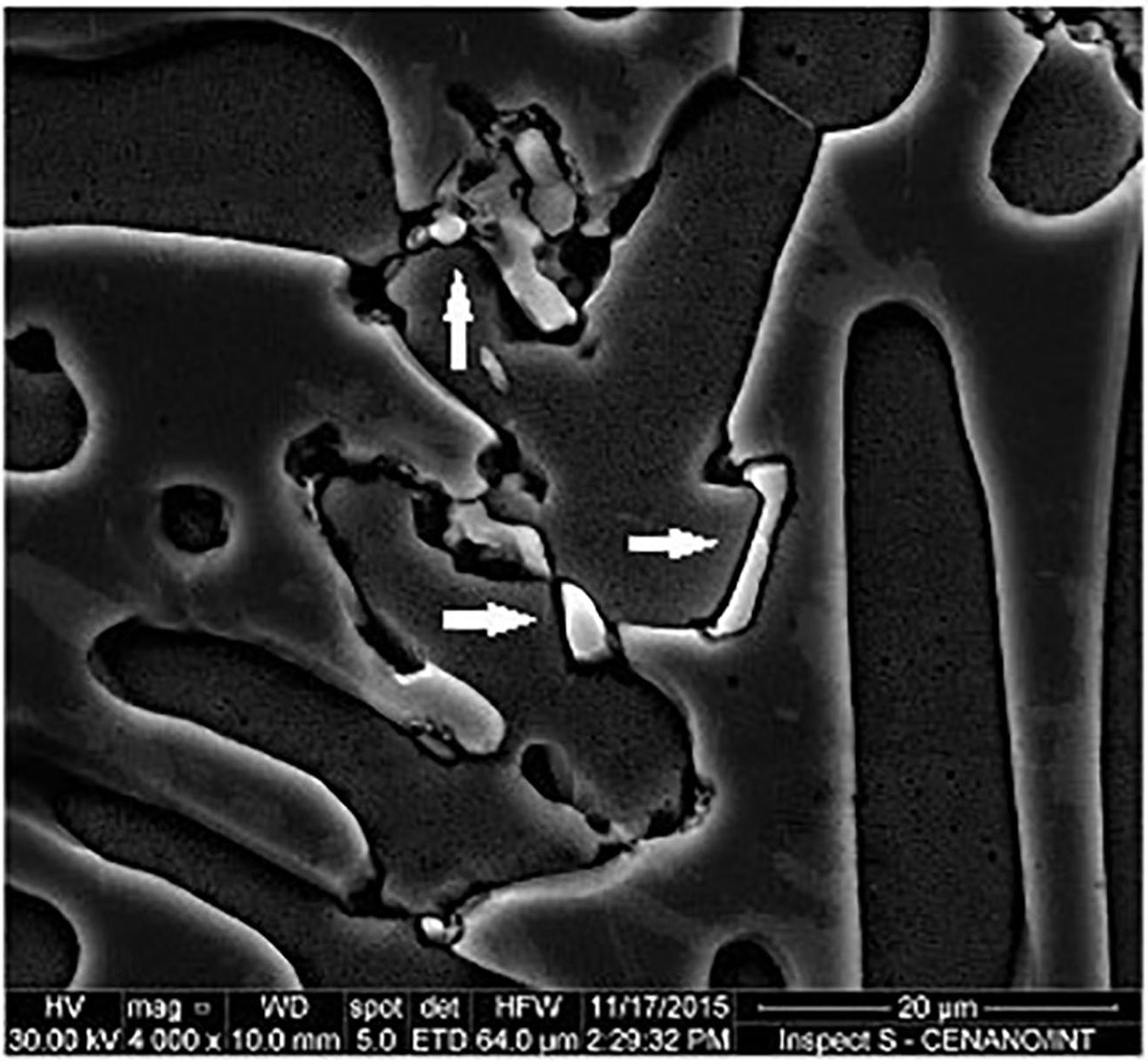
粒界腐食したオーステナイト・フェライト系ステンレス鋼の電子顕微鏡拡大写真。オーステナイト粒とフェライト粒の境目で粒界腐食が起きており、矢印で示される物体がクロム炭化物。

粒界腐食が問題となる代表的な材料がステンレス鋼である。ステンレス鋼の粒界腐食は、ステンレス鋼開発当時から既に問題として知られていた。ステンレス鋼の粒界腐食の多くは、次のような材料の鋭敏化によって引き起こされる。ステンレス鋼はクロムを含むことで耐食性を向上させた材料である。しかし、炭素とクロムは互いに結合しやすいため、高温になると組織中の炭素とクロムが化合し、Cr23C6 のようなクロム炭化物が粒界に析出する。クロム欠乏域の耐食性は低いので腐食環境では選択的に腐食が進み、ステンレス鋼の粒界腐食が起きるようになる。
ある高温である時間保持したときに鋭敏化するかどうかをプロットして、縦軸を温度、横軸をその温度の保持時間に取って、図中にその温度と保持時間で鋭敏化を起こすかどうかを示した図を、TTS曲線や鋭敏化曲線などという。ここで、TTS は Time（時間）、Temperature（温度）、Sensitization（鋭敏化）の略である。オーステナイト系ステンレス鋼の SUS 304 の例では、550 °C から 800 °C の温度域で保持すると、または高温からこの温度域を徐冷して通過すると、組織が鋭敏化される。利用においては試験評価方法や試料履歴に注意が必要だが、ステンレス鋼の各鋼種ごとにTTS曲線がこれまでに数多く公表されている。
ステンレス鋼の鋭敏化の対策としては、次の3つが挙げられる。炭素含有量を 0.02 % 以下や 0.001 % 以下の水準まで少なくし、クロム炭化物の生成を抑制する。ニオブやチタンなどを添加し、これら元素と含有炭素を化合させてクロム炭化物を生成させないように炭素を固定する。材料組織が鋭敏化してしまった場合は、溶体化処理を施して鋭敏化組織を解消する。

### アルミニウム合金
アルミニウム合金も粒界腐食が問題となることがある。アルミニウム合金の場合は、粒界に析出物が生成され、析出物が周囲の母相よりも貴あるいは卑であるときに粒界腐食が起こる。特に粒界腐食の可能性がある種類として挙げられるのは、Al-Cu系、Al-Mg系、Al-Mg-Si系、Al-Zn-Mg系などのアルミニウム合金である。
Al-Cu系やAl-Cu-Mg系では、銅を含む金属化合物が粒界に析出し、析出物の周囲で銅の固溶が不足する。その結果、析出物の周囲の銅不足部分が著しい腐食を受けて、粒界が腐食したような状態になる。Al-Mg系やAl-Zn-Mg系では、Mg5Al8 や MgZn2 の化合物が粒界に析出する。これらの析出物は周囲からの腐食加速作用を受けるため、結果、粒界が腐食する。

## 試験
ステンレス鋼については、材料の粒界腐食性（鋭敏化）の試験評価手法がASTMやJISなどの規格で定められている。JISでは以下のような規格がある。
- JIS G 0571 - ステンレス鋼のしゅう酸エッチング試験方法
- JIS G 0572 - ステンレス鋼の硫酸・硫酸第二鉄腐食試験方法
- JIS G 0573 - ステンレス鋼の65%硝酸腐食試験方法
- JIS G 0574 - ステンレス鋼の硝酸・ふっ化水素酸腐食試験方法（2004年廃止）
- JIS G 0575 - ステンレス鋼の硫酸・硫酸銅腐食試験方法
- JIS G 0580 - ステンレス鋼の電気化学的再活性化率の測定方法

試験評価対象はそれぞれ異なる。JIS G 0571が、エッチングされた組織を腐食状態に応じて分類する方式、JIS G 0572などが、腐食による重量減すなわち腐食度を求める方式、JIS G 0575が、曲げ試験による割れの有無を判断する方式となっている。JIS G 0580は、電気化学的再活性化法（EPR法, Electrochemical Potentiodynamic Reactivation）と呼ばれる手法の一種で、分極曲線の不動態化のピーク電流（臨界不働態化電流密度）が鋭敏化したステンレス鋼では増加することを利用して鋭敏化の程度を判断する。自然腐食電位の状態から電位走査して復路のときの再活性化電気量を調べるシングルループEPR法と、電位走査の往路と復路のピーク電流比を調べるダブルループERP法があり、JISでは後者のダブルループERP法を採用し、ASTMでは前者のシングルループEPR法を採用している。